# Porta Borsari
La Porta Borsari es una puerta monumental de las murallas romanas de Verona, Italia. Su construcción data del primer siglo después de Cristo y en época imperial constituía la principal entrada a la ciudad. La Porta Borsari era por donde entraba en Verona la Vía Postumia, que unía el mar Tirreno con el mar Adriático.
En la época romana se llamaba Porta Iovia debido a la presencia de un templo cercano dedicado a Júpiter Lustral. En la Edad Media recibió el nombre de Porta di San Zeno, mientras que el nombre actual se debe a los borsari, es decir, los soldados de guardia que recogían los aranceles.

## Historia

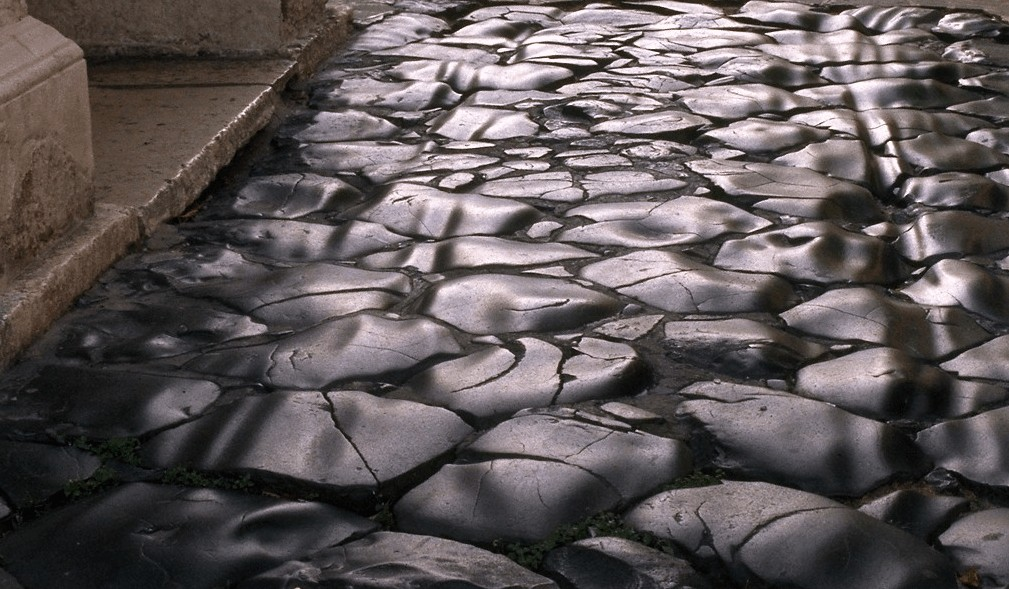
Un tramo de la Via Postumia.

Sobre el arquitrabe que hay encima de los dos arcos se puede leer una inscripción colocada por el emperador Galieno en el 265 d. C. para celebrar la «reconstrucción» de la cinta de murallas de la ciudad, aunque en realidad fue solo una intervención de restauración y ampliación. Probablemente, por tanto, la puerta data del siglo I d. C. y se cree que había estado precedida por otra puerta más antigua, erigida en el siglo I a. C.
Desde la antigüedad la ciudad ha sido un punto neurálgico de todos los sistemas de transporte terrestres y acuáticos de la Italia nororiental, siendo el punto de encuentro de cuatro vías consulares: la Vía Gallica, la Vía Claudia Augusta, el Vicum Veronensium y la Vía Postumia. Precisamente esta última accedía a la ciudad a través de la Porta dei Borsàri, que era además la entrada principal de la ciudad debido a que se encontraba a lo largo del decumanus maximus, que se cruzaba en el foro (la actual Piazza delle Erbe) con el cardo maximus (al cual se accedía desde otra puerta monumental llamada Porta Leoni).

## Descripción

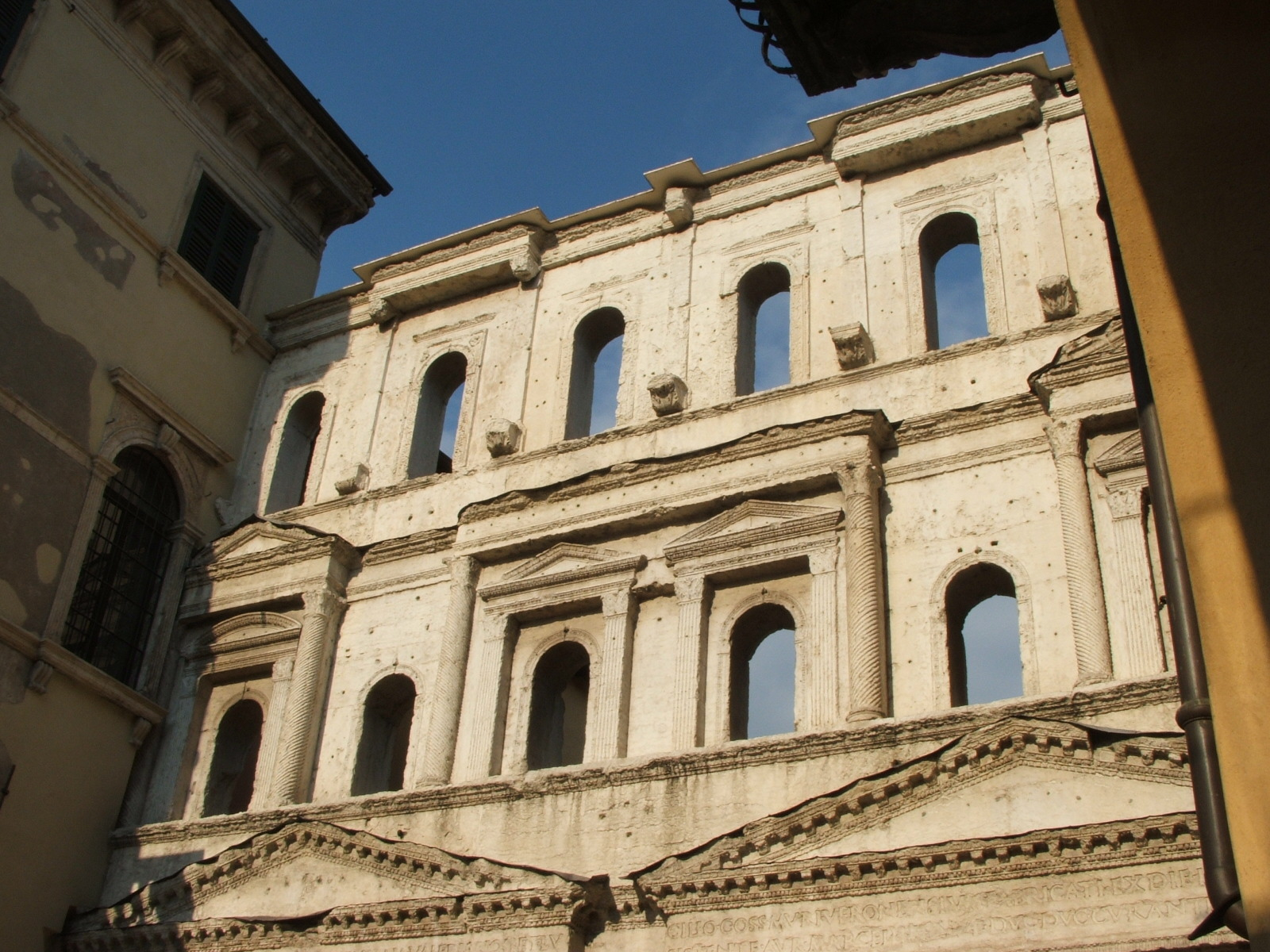
Detalle de la parte superior de la fachada ad agro.

La fachada, realizada en bloques de caliza blanca local, presenta dos arcos, enmarcados cada uno de ellos por dos lesenas con capiteles corintios, que sostienen un entablamento y frontón. La parte superior de la fachada está articulada en dos plantas, cada una de las cuales tiene un entablamento con entrantes y salientes. En cada una de las dos plantas hay seis ventanas arqueadas, algunas de las cuales están insertadas además en pequeños salientes con frontón triangular.
El complejo de la puerta estaba constituido por un edificio rectangular con dos fachadas, a foro (hacia el interior de las murallas) y ad agro (hacia el exterior de las murallas). Entre las dos fachadas había un patio hoy desaparecido pero cuyos cimientos pueden verse en el adyacente Palazzo Serenelli-Benciolini, en cuyo vestíbulo hay varios fragmentos romanos mezclados con otros hallazgos más modernos. Además, en el lado derecho del pórtico que sirve de vestíbulo del palacio hay una placa de mármol con la inscripción «SPOR EANT».
No se conserva ningún resto de los muros que unían las dos fachadas, al igual que no se conserva nada de la puerta republicana, que debía encontrarse en posición retrasada respecto a la actual puerta imperial. A los lados de la Porta Borsari se debe suponer que estaban las dos torres de vigilancia y el paso de ronda que, uniendo las dos fachadas, permitían un control preciso y atento de quién entraba y salía. La planta de este complejo es del tipo «itálico», a dos arcos, y es una de las más antiguas que se conservan. La Porta Borsari es por tanto importante como prototipo de un elemento de ingeniería militar que Roma desarrollará también en las Galias y en las provincias hispánicas.